# Henry Stevenson
Henry Stevenson (ur. 12 lipca 1867 w Edynburgu, zm. 8 sierpnia 1945 tamże) – szkocki sportowiec, reprezentant kraju w rugby union i krykiecie.
W latach 1888–1893 rozegrał piętnaście spotkań dla szkockiej reprezentacji w Home Nations Championship zdobywając trzy punkty. W krykiecie reprezentował zarówno Szkocję, jak i Marylebone Cricket Club.